# Озгуд (Охајо)
Озгуд (енгл. Osgood) град је у америчкој савезној држави Охајо.

## Демографија
По попису из 2010. године број становника је 302, што је 47 (18,4%) становника више него 2000. године.
| Група             | 2000.        | 2010.       |
| Белци             | 255 (100,0%) | 293 (97,0%) |
| Афроамериканци    | 0 (0,0%)     | 0 (0,0%)    |
| Азијати           | 0 (0,0%)     | 0 (0,0%)    |
| Хиспаноамериканци | 0 (0,0%)     | 4 (1,3%)    |
| Укупно            | 255          | 302         |